# Banisia tibiale
Banisia tibiale är en fjärilsart som beskrevs av Geoffrey Fryer 1912. Banisia tibiale ingår i släktet Banisia och familjen Thyrididae. Inga underarter finns listade i Catalogue of Life.